# Hrvatska demokratska zajednica
Hrvatska demokratska zajednica (HDZ) hrvatska je politička stranka desnog centra i desnice. Utemeljena je 17. lipnja 1989. godine, a njezin utemeljitelj je Franjo Tuđman,[nedostaje izvor] ujedno i prvi hrvatski predsjednik. HDZ je najmasovnija stranka u Hrvatskoj po broju članova. Prva je stranka u Republici Hrvatskoj osuđena za korupciju. Punopravna je članica Europske pučke stranke.
Vladajuća stranka je u periodima 1990. – 2000., 2003. – 2011. i od 2016. do danas. Andrej Plenković trenutačni je predsjednik stranke i predsjednik Vlade Hrvatske.

## Povijest

### Početci i osnutak (1989. – 1990.)
Osnivanje Hrvatske demokratske zajednice najavio je Franjo Tuđman na Tribini Društva književnika u Zagrebu 28. veljače 1989. godine. Nakon njegove najave osnivanja stranke, okružno javno tužiteljstvo pokrenulo je prekršajni postupak protiv Tuđmana pod tvrdnjom da je prekršio sudsku zabranu javnog istupanja u roku od pet godina, međutim, postupak je obustavljen jer je Tuđmanu zabrana javnog istupanja istekla još 1988. godine. U SAD-u je u listu Zajedničar Hrvatske bratske zajednice objavljen Prednacrt programske osnove Hrvatske demokratske zajednice. Osnivačka skupština HDZ-a trebala se održati 17. lipnja 1989. u hotelu „Panorama” u Zagrebu, međutim, Gradski sekretariat unutrašnjih poslova (GSUP) Zagreb izdao je rješenje kojim je zabranila održavanje skupštine, stoga je Inicijativni krug i Pripremni odbor HDZ-a odlučio da se skupština održi na nenajavljenu mjestu. Osnivačka skupština održala se 17. lipnja u prostorijama Nogometnog kluba „Borac” na Jarunu, a bilo je nazočno 48 osnivača i tri gosta iz Slovenije. Na Osnivačkoj skupštini za predsjednika stranke izabran je Franjo Tuđman, izabrano je Predsjedništvo, Središnji odbor i ostala stranačka tijela te je usvojena Programska deklaracija stranke.
Uskoro se počinju uspostavljati i ogranci HDZ-a u inozemstvu. U Švicarskoj je 9. srpnja u Zürichu osnovano Društvo prijatelja Hrvatske demokratske zajednice. Istog je dana u Zürichu održana prva Koordinacija novoosnovanih ogranaka HDZ-a i izabran Koordinacijski odbor za Švicarsku i Lihtenštajn. U Australiji, u Melbourneu, 29. kolovoza, osnovan je prvi ogranak HDZ-a. Tijekom jeseni 1989. osnivaju se ogranci po Europi, najviše u Njemačkoj te u Kanadi i SAD-u.
U rujnu 1989. Središnji odbor HDZ-a je na sjednici odlučio poduprijeti Skupštinu SR Slovenije u povodu usvajanja ustavnih amandmana, izdano je javno priopćenje pod naslovom Za pravo na suverenitet i samoodređenje i osobnu odgovornost, zatražili su obnovu Matice hrvatske i vraćanje spomenika Josipu Jelačiću na glavni zagrebački trg. Na kraju mjeseca HDZ je imao oko 20 000 članova.[nedostaje izvor]
Dana 29. studenog 1989. HDZ je uputio Proglas građanima i Saboru SR Hrvatske i cijelomu hrvatskom narodu u kojemu su zahtijevali oživotvorenje prava hrvatskog naroda na samoodređenje. Do kraja godine podružnice HDZ-a osnovane su u Pločama, Svetom Filipu i Jakovu, Sisku, Metkoviću, Osijeku, Lovreću, Zagrebu, Zadru, Đakovu i Slivnom (općina Imotski).

### Stvaranje hrvatske države (1990. – 1995.)
Glavni programski cilj stranke bio je uspostava demokratske, samostalne i suverene hrvatske države izvan SFRJ. Oko ovih temeljnih pitanja bilo je u hrvatskom narodu veliko suglasje i HDZ je tih godina nailazio na veliku podršku naroda. Na prvim višestranačkim izborima u travnju i svibnju 1990. godine stranka odnosi pobjedu i ustrojava novu hrvatsku vlast. Na početku je bio nacionalno-demokratski pokret, a na 2. Općem saboru 1993. donosi Program stranke i definira se svjetonazorski kao demokršćanska stranka. Od tada pa do danas pojedinačno je najjača politička stranaka u Hrvatskoj. HDZ je na vlasti bio od prvih višestranačkih izbora 1990. godine, pobjeđuje pod vodstvom Franje Tuđmana na izborima za Hrvatski sabor 1992. i 1995., kao i na lokalnim izborima 1993. i 1997. sve do do 2000. godine kada gubi izbore od koalicije šest stranaka. Franjo Tuđman izabran je četiri puta za predsjednika na Općim saborima stranke, 1990., 1993., 1995. i 1998. godine.

### Oporba pod vodstvom Sanadera i unutarstranački sukobi (2000. – 2003.)
Odmah nakon gubitka izbora rasplamsali su se unutarstranački sukobi između dviju frakcija oko Vladimira Šeksa i Ivića Pašalića. Na Glavnom odboru održanom 5. siječnja 2000. godine, tek dva dana nakon gubitka izbora za vršitelja dužnosti predsjednika stranke izabire se Vladimir Šeks te se Matu Granića nominira za predsjedničkog kandidata. Na petom Općem Saboru održanom u travnju 2000. godine, za novog predsjednika HDZ-a izabran je Ivo Sanader. Sanader bio je kandidat Vladimira Šeksa i pobijedio je s 70 % podrške njihovih izaslanika. Druga kandidatkinja, Ljerka Mintas-Hodak, podržana od Ivića Pašalića, dobila je 20 %, a Branimir Glavaš dobio je 10 % podrške izaslanika. Za zamjenicu predsjednika izabrana je Maja Freundlich. Donesen je novi statut stranke. 
Tijekom 2000. – 2002. prevladaju unutarstranački sukobi koji kulminiraju sve do sedmog Općeg sabora održan u travnju 2002. godine. Na tom saboru istaknuta su tri kandidata za predsjednika stranke, uz Ivu Sanadera, kandidat je njegov najveći suparnik Ivić Pašalić. Treća kandidatkinja bila je Maja Freundlich. Saboru su predvodili napeti unutarstranački izbori na svim razinama. Uoči sabora bile su malverzacije s popisom od 1900 izaslanika, posebno izaslanika raznih zajednica i iseljeništva. Na Saboru pobijedio je Ivo Sanader s 51 % glasova, poraženi protukandidat dobio je 47 %, dok je Maja Freundlich ostvarila 2 % podrške izaslanika. Za zamjenicu predsjednika izabrana je Jadranka Kosor, koja je pobijedila Ljerku Mintas-Hodak.
Na prvoj sjednici Središnjeg odbora održanoj 15. lipnja 2002. Sanader uspijeva smijenjiti Ivića Pašalića s dužnosti ravnatelja Zaklade hrvatskog državnog zavjeta, te zatim pod točkom razno raspušta kompletnu organizaciju Mladeži HDZ-a koja je Sanaderu bila u oporbi. Predsjednišvo HDZ-a ubrzo isključuje Pašalića iz stranke te tijekom 2002. i 2003. raspušta Gradski odbor Grada Zagreba te daljnjih 10 županijskih organizacija u Hrvatskoj. No, u javnosti, vodećim medijima te od Europske pučke stranke Sanader dobiva podršku koja se tumači kao demokratizacija stranke s umjerenjim političkim profilom i otklonom od Tuđmanovog nacionalnog programa.

### Ivo Sanader kao predsjednik Vlade (2003. – 2009.)
Na izborima 2003. HDZ ponovno pobjeđuje te vlada u koaliciji s manjim strankama i nacionalnim manjinama. Premijer postaje Ivo Sanader koji drugi mandat osvaja na izborima 2007. godine formirajući koaliciju s HSS-om, HSLS-om, HSU-om te manjinama. Tijekom predsjednikovanja Ive Sanadera stranka skreće prema lijevoj strani političkog spektra u odnosu na svoje ranije usmjerenje. Provodi detuđmanizaciju i Sanader djelomično uspješno pokušava promijeniti imidž fotografijama s čelnicima Europske pučke stranke, a istodobno se uništavala vladina haška politika nakon dolaska prvih optužnica. Paralelno je stranka iznutra propadala ukidanjem unutarstranačke demokracije i promoviranjem kadrova čije su osnovne karakteristike bile klijentelizam i poslušnost.
HDZ je sa svojim partnerima HSS-om i HSLS-om na lokalnim izborima 2009. godine osvojio vlast u 13 županija i 69 gradova. HDZ je imao deset župana, dok je njegov partner HSS imao tri. HDZ je imao gradonačelnike u 57 gradova i načelnike u 232 općina. HDZ s partnerima imao je većinu u 14 županijskih skupština.

### Predsjedništvo stranke Jadranke Kosor (2009. – 2012.)
Ivo Sanader 1. srpnja 2009. iznenadno daje ostavku na dužnost predsjednika Vlade i predsjednika HDZ-a. Na Saboru stranke Jadranka Kosor javnim glasovanjem nasljeđuje Sanadera, a Sanader biva izabran počasnim predsjednikom stranke. Za zamjenika predsjednika izabran je Darko Milinović, a za predsjedničkog kandidata Andrija Hebrang. Na predsjedničkim izborima u prosincu 2009. kandidat stranke doživljava debakl sa svega 14 % glasova i ispada iz daljnje utrke za predsjednika Republike. Nakon što je SDP-ov kandidat Ivo Josipović izabran za novog predsjednika Republike, Sanader u Središnjici HDZ-a saziva konferenciju za medije, optužuje Kosor za izborni poraz na predsjedničkim izborima i najavljuje svoj politički povratak. Kosor saziva hitnu sjednicu Predsjedništva HDZ-a te ga izbacuje iz stranke. DORH protiv Sanadera podiže optužnice te nakon kratkog bijega u Austriji bude izručen i uhićen. Tijekom sljedećeg desetljeća održava se serija sudskih procesa zbog raznih malverzacija. Sudski proces izuzetno šteti ugledu stranke te uz gospodarsku krizu HDZ u prosincu 2011. gubi parlamentarne izbore. SDP postaje pobjednik i postaje stranka s najvećim brojem zastupnika, a Zoran Milanović postaje predsjednik Vlade. HDZ odlazi u oporbu i počinju unutarstranački sukobi.

### Oporba pod vodstvom Tomislava Karamarka (2012. – 2016.)
Na unutarstranačkim izborima u svibnju 2012. Tomislav Karamarko pobjeđuje i postaje novi predsjednik stranke, a na 15. Općem saboru Jadranka Kosor doživljava veliki poraz u drugom krugu izbora. U prvom krugu Karamarko dobiva 848, Milan Kujundžić 523, Kosor 357, Darko Milinović 169 i Domagoj Milošević 98 glasova, dok u drugom krugu Karamarko pobjeđuje s 971 glasom, a njegov protukandidat Milan Kujundžić osvaja iznenađujućih 860 glasova izaslanika.
HDZ se u javnosti tada bori s negativnim imidžom i ostavštinom koruptivnih radnji Ive Sanadera. U ožujku 2014. godine na Županijskom sudu u Zagrebu donesena je nepravomoćna presuda u slučaju „Fimi Media”, po kojoj HDZ mora vratiti nezakonito stečenih 24,2 milijuna kuna, te mora platiti 5 milijuna kazne. Karamarko poziva na „retuđmanizaciju” u HDZ-u, okuplja Domoljubnu koaliciju desnih stranaka i pobjeđuje na lokalnim izborima 2013., kao i na izborima za Europski parlament 2012. i 2013. čiju je listu predvodio Andrej Plenković.

### Vodstvo Andreja Plenkovića (2016. – danas)
Dolaskom Andreja Plenkovića na predsjedništvo HDZ-a 2016. godine, stranka se vraća na poziciju desnog centra. Iako je 2016. HDZ nakon Karamarkove ostavke bio suočen s neizvjesnim parlamentarnim izborima, stranka je nadmašila očekivanja i osvojila još dva zastupnika više nego što ih je imala u prošlom sastavu Sabora. Na parlamentarnim izborima 2020. HDZ ostvaruje još veću pobjedu te osvaja 61 mandat u Saboru. 
Unatoč izbornim uspjesima stranke pod Andrejem Plenkovićem, 50. godišnji izvještaj neprofitne organizacije Freedom House za 2022. godinu navodi korupciju kao jedan od najznačajnijih problema u Hrvatskoj, navodeći razne HDZ-ove kontroverze kao ključne, među ostalima aferu INA i optužbu nekoliko ministara, službenika i gradonačelnika za korupciju.

## Predsjednici stranke
| R. br. | Slika | Ime i prezime      | Trajanje mandata  | Trajanje mandata   |
| ------ | ----- | ------------------ | ----------------- | ------------------ |
| 1.     |       | Franjo Tuđman      | 17. lipnja 1989.  | 10. prosinca 1999. |
| v. d.  |       | Vladimir Šeks      | 5. siječnja 2000. | 29. travnja 2000.  |
| 2.     |       | Ivo Sanader        | 29. travnja 2000. | 4. srpnja 2009.    |
| 3.     |       | Jadranka Kosor     | 4. srpnja 2009.   | 21. svibnja 2012.  |
| 4.     |       | Tomislav Karamarko | 21. svibnja 2012. | 21. lipnja 2016.   |
| 5.     |       | Andrej Plenković   | 17. srpnja 2016.  |                    |

Zanimljiv je odnos između predsjednika, prema kojem je predsjednik koji je u stranku uveo novog člana redovito bio izbacivan nakon dolaska tog člana na mjesto predsjednika. Tako je Ivo Sanader uveo Jadranku Kosor u HDZ, da bi ga ona izbacila dolaskom na vlast. Kosor je uvela Tomislava Karamarka u stranku, da bi ju isti kasnije izbacio. Jedina poveznica između četiri predsjednika je Gordan Jandroković koji je uživao povjerenje svih predsjednika i u svakom od mandata vršio visoku političku dužnost (saborski zastupnik, ministar, potpredsjednik vlade, predsjednik sabora).

## Počasni predsjednici
- Šime Balen[16] (17. lipnja 1989.[16] – 24./25. veljače 1990.)
- Ivo Sanader (4. srpnja 2009. – 4. siječnja 2010.)

## Glavni tajnici
- Ivan Bobetko (1989. – 1990.)
- Stjepan Mesić (1990.)
- Ante Beljo (1990. – 1991.)
- Slavko Degoricija (1991.) – predsjednik Izvršnog odbora Središnjice
- Stjepan Mesić (1992.) – predsjednik Izvršnog odbora Središnjice
- Ivić Pašalić (1992. – 1993.) – predsjednik Izvršnog odbora Središnjice
- Jure Radić (1993. – 1995.)
- Zlatko Canjuga (1995. – 1996.)
- Ivan Valent (1996. – 1998.)
- Drago Krpina (1998. – 2000.)
- Joso Škara (2000. – 2002.)
- Branko Vukelić (2002. – 2005.)
- Ivan Jarnjak (2005. – 2010.)
- Branko Bačić (2010. – 2012.)
- Milijan Brkić (2012. – 2016.)
- Domagoj Milošević (2016.)
- Gordan Jandroković (2016. – 2020.)
- Krunoslav Katičić (2020. – danas)

## Središnja stranačka tijela
1. Opći sabor HDZ-a
2. Predsjedništvo HDZ-a
3. Nacionalno vijeće HDZ-a
4. Središnji odbor HDZ-a
5. Klub zastupnika HDZ-a u Hrvatskomu saboru
6. Visoki časni sud HDZ-a
7. Nadzorni odbor HDZ-a

## Opći sabori
Opći sabor HDZ-a najviše je stranačko tijelo, koje radi na redovnim i izvanrednim zasjedanjima. Od Prvoga općeg sabora, koji je imao povijesni značaj, održano je ukupno 17 sabora, od kojih je 11 bilo izbornih sabora, a izvještajnih šest. Na izbornim saborima biraju se najviši dužnosnici (predsjednik, potpredsjednici) i ostali članovi središnjih stranačkih tijela.
Na saboru 2012. izmijenjen je statut na način da od 2016. svi članovi stranke biraju izravno predsjednika. Prvi takvi izravni izbori održani su 17. travnja 2016. na kojemu je izabran Tomislav Karamarko, a nakon njegove ostavke 21. lipnja, održani su tri mjeseca poslije prvih izbora, drugi izravni izbori 17. srpnja 2016. na kojemu je izabran Andrej Plenković.

### U mandatu Franje Tuđmana
- 1. Opći sabor HDZ-a, 24. i 25. veljače 1990.[17]
- 2. Opći sabor HDZ-a, 15. i 16. listopada 1993.[18]
- 3. Opći sabor HDZ-a, 14. i 15. listopada 1995.[19]
- 4. Opći sabor HDZ-a, 21. i 22. veljače 1998.[20]

### U mandatu Ive Sanadera
- 5. Opći sabor HDZ-a, 29. i 30. travnja 2000.[21]
- 6. Opći sabor HDZ-a 17. lipnja 2001. – izvještajni sabor.[22]
- 7. Opći sabor HDZ-a, 21. i 22. travnja 2002.[23]
- 8. Opći sabor HDZ-a, 21. lipanj 2003. – izvještajni sabor.[24]
- 9. Opći sabor HDZ-a, 24. travnja 2004.[25]
- 10. Opći sabor HDZ-a, 1. travanj 2006. – izvještajni sabor.[26]
- 11. Opći sabor HDZ-a, 30. lipnja 2007. – izvještajni sabor.[27]
- 12. Opći sabor HDZ-a, 26. travnja 2008.[28]

### U mandatu Jadranke Kosor
- 13. Opći sabor HDZ-a, 4. srpnja 2009.[29]
- 14. Opći sabor HDZ-a, 17. rujna 2011. – izvještajni sabor.[30]

### U mandatu Tomislava Karamarka
- 15. Opći sabor HDZ-a, 20. svibnja 2012.[31]
- 16. Opći sabor HDZ-a, 17. lipnja 2014. – izvještajni sabor.[32]
- 17. Opći sabor HDZ-a, 28. svibnja 2016.[33]

### U mandatu Andreja Plenkovića
- 18. Opći sabor HDZ-a, 26. svibnja 2018. – izvještajni sabor[34]

## Izbori
| izbori | u koaliciji sa       | broj birača        | %                  | broj zastupnika u saboru | promjena   | Dio Vlade? |
| izbori | u koaliciji sa       | (cijela koalicija) | (cijela koalicija) | (samo HDZ)               | (samo HDZ) | (samo HDZ) |
| ------ | -------------------- | ------------------ | ------------------ | ------------------------ | ---------- | ---------- |
| 1990.  |                      | 1 201 122          | 41,90              | 205 / 351                | 205        | Vlada      |
| 1992.  |                      | 1 176 437          | 44,68              | 85 / 138                 | ▼120       | Vlada      |
| 1995.  |                      | 1 093 403          | 45,23              | 75 / 127                 | ▼10        | Vlada      |
| 2000.  |                      | 790 728            | 26,88              | 46 / 151                 | ▼29        | Oporba     |
| 2003.  |                      | 840 692            | 33,90              | 66 / 152                 | 20         | Vlada      |
| 2007.  |                      | 907 743            | 36,60              | 66 / 153                 | ▬          | Vlada      |
| 2011.  | HGS-DC               | 563 215            | 23,93              | 44 / 151                 | ▼19        | Oporba     |
| 2015.  | Domoljubna koalicija | 771 070            | 34,64              | 49 / 151                 | 5          | Vlada      |
| 2016.  | HSLS-Hrast-HDS       | 695 804            | 36,56              | 57 / 151                 | 8          | Vlada      |
| 2020.  | HSLS-HDSSB-HDS       | 621 008            | 37,26              | 66 / 151                 | 9          | Vlada      |
| 2024.  | HSLS-HNS-HDS-HSU     | 729 864            | 34,42              | 61 / 151                 | ▼ 5        | Vlada      |

| izbori | kandidat                 | prvi krug    | prvi krug  | drugi krug   | drugi krug | ishod   |
| izbori | kandidat                 | Broj glasova | %          | Broj glasova | %          | ishod   |
| ------ | ------------------------ | ------------ | ---------- | ------------ | ---------- | ------- |
| 1992.  | Franjo Tuđman            | 1 519 100    | 56,73 (1.) |              |            | pobjeda |
| 1997.  | Franjo Tuđman            | 1 337 990    | 61,41 (1.) |              |            | pobjeda |
| 2000.  | Mate Granić              | 601 588      | 22,47 (3.) |              |            | poraz   |
| 2005.  | Jadranka Kosor           | 452 218      | 20,31 (2.) | 751 692      | 34,07 (2.) | poraz   |
| 2010.  | Andrija Hebrang          | 237 998      | 12,04 (3.) |              |            | poraz   |
| 2015.  | Kolinda Grabar-Kitarović | 665 379      | 37,22 (2.) | 1 111 945    | 50,74 (1.) | pobjeda |
| 2020.  | Kolinda Grabar-Kitarović | 507 628      | 26,65 (2.) | 929 707      | 47,34 (2.) | poraz   |

| izbori | u koaliciji sa       | broj birača        | %                  | broj zastupnika u EP-u | promjena   |
| izbori | u koaliciji sa       | (cijela koalicija) | (cijela koalicija) | (samo HDZ)             | (samo HDZ) |
| ------ | -------------------- | ------------------ | ------------------ | ---------------------- | ---------- |
| 2013.  | Domoljubna koalicija | 243 654            | 32,86              | 5 / 12                 | 5          |
| 2014.  | Domoljubna koalicija | 381 844            | 41,42              | 4 / 11                 | ▼1         |
| 2019.  |                      | 244 076            | 22,72              | 4 / 12                 | ▬          |

## Predsjednici hrvatske vlade iz sastava HDZ-a
- Stipe Mesić (30. svibnja 1990. – 24. kolovoza 1990.)
- Josip Manolić (24. kolovoza 1990. – 17. srpnja 1991.)
- Franjo Gregurić (17. srpnja 1991. – 12. kolovoza 1992.)
- Hrvoje Šarinić (12. kolovoza 1992. – 3. travnja 1993.)
- Nikica Valentić (3. travnja 1993. – 7. studenog 1995.)
- Zlatko Mateša (7. studenoga 1995. – 27. siječnja 2000.)
- Ivo Sanader (23. prosinca 2003. – 6. srpnja 2009.)
- Jadranka Kosor (6. srpnja 2009. – 23. prosinca 2011.)
- Andrej Plenković (19. listopada 2016. – danas)

## Zajednice HDZ-a
U sastavu HDZ-a ustanovljeno je šest zajednica kao zasebne organizacijske cjeline:
1. Mladež Hrvatske demokratske zajednice – nacionalni predsjednik Ivan Vidiš
2. Zajednica žena „Katarina Zrinski” – predsjednica Nada Murganić
3. Zajednica utemeljitelja HDZ-a "Dr. Franjo Tuđman" – predsjednik Mario Kapulica
4. Zajednica branitelja „Gojko Šušak” – predsjednik general-bojnik Miljenko Filipović
5. Akademska zajednica „Dr. Ante Starčević” – predsjednik akademik Ivica Kostović
6. Zajednica poduzetnika i obrtnika – predsjednik Domagoj Ivan Milošević

Predsjednici zajednica po položaju su članovi Predsjedništva HDZ-a.

## Stranke uklopljene u HDZ
- Hrvatska pučka seljačka stranka (osnovana 27. svibnja 1990., a 19. veljače 1991. pristupila HDZ-u[36])
- Hrvatska stranka (osnovana 14. veljače 1990., a 22. veljače 1998. članovi Hrvatske stranke prešli su u HDZ na 4. općem saboru HDZ-a)[37]
- Hrvatska konzervativna stranka (prišla je u HDZ-u, a potom Hrvatskoj pučkoj stranci[38])

## Kontroverze
Dana 13. listopada 2021. Vrhovni sud Republike Hrvatske donio je presudu kojom je HDZ osuđen za korupciju u aferi „Fimi media”, prema kojoj je stranka iz više javnih poduzeća fiktivnim fakturama otuđila 14,6 milijuna kuna i prebacila ih u stranačke crne fondove. Tom je presudom HDZ postala prva politička stranka u Hrvatskoj pravomoćno osuđena za korupciju.
U ožujku 2024. udruga GONG objavila je da je stranka navodno kupovala oznake „sviđa mi se” na Facebooku pomoću automatiziranih lažnih profila (tzv. botova) kako bi navodno stvorila sliku veće podrške za djelovanje stranke.

## Vanjske poveznice
- Službene stranice HDZ-a